# Microsphinx minutum
Microsphinx minutum är en fjärilsart som beskrevs av William Lucas Distant 1897. Microsphinx minutum ingår i släktet Microsphinx och familjen svärmare. Inga underarter finns listade i Catalogue of Life.